# Mistrzostwa Litwy w Lekkoatletyce 2010
Mistrzostwa Litwy w Lekkoatletyce 2010 – zawody lekkoatletyczne, które odbyły się 9 i 10 lipca na stadionie im. S. Dariusa i Girėnasa w Kownie. Zawody były kwalifikacjami do reprezentacji Litwy na mistrzostwa Europy. 

## Rezultaty

### Mężczyźni
| Konkurencja                           | 1. miejsce                                                                  | 1. miejsce  | 2. miejsce                                                                   | 2. miejsce | 3. miejsce                                                                    | 3. miejsce |
| ------------------------------------- | --------------------------------------------------------------------------- | ----------- | ---------------------------------------------------------------------------- | ---------- | ----------------------------------------------------------------------------- | ---------- |
| Bieg na 100 m (+ 0,6 m/s)             | Martas Skrabulis                                                            | 10.70 (PB)  | Aivaras Pranckevičius                                                        | 10.75      | Egidijus Dilys                                                                | 10.88      |
| Bieg na 200 m (+0,9 m/s)              | Egidijus Dilys                                                              | 21.39       | Aivaras Pranckevičius                                                        | 21.67      | Ruslanas Fakejevas                                                            | 21.67      |
| Bieg na 400 m                         | Vitalij Kozlov                                                              | 47.03 (PB)  | Silvestras Guogis                                                            | 47.46      | Domantas Žalga                                                                | 48.16      |
| Bieg na 800 m                         | Vitalij Kozlov                                                              | 1:51.54     | Petras Gliebus                                                               | 1:51.90    | Juozas Gliebus                                                                | 1:52.90    |
| Bieg na 1500 m                        | Petras Gliebus                                                              | 3:51.51     | Tomas Matijošius                                                             | 3:52.86    | Justinas Beržanski                                                            | 3:56.5     |
| Bieg na 5000 m                        | Tomas Matijošius                                                            | 14:31.87    | Remigijus Kančys                                                             | 15:42.29   | Kęstutis Jankūnas                                                             | 15:53.12   |
| Bieg na 10000 m                       | Marius Diliūnas                                                             | 31:57.23    | Aurimas Skinulis                                                             | 31:59.28   | Mindaugas Pukšta                                                              | 32:21.54   |
| Bieg na 110 m przez płotki (-0,1 m/s) | Mantas Šilkauskas                                                           | 13,89 (PB)  | Artūras Janauskas                                                            | 14,64      | Andrius Latvinskas                                                            | 14,89      |
| Bieg na 400 m przez płotki            | Silvestras Guogis                                                           | 51.52 (=PB) | Artūras Kulnis                                                               | 52.58      | Rimvydas Smilgys                                                              | 54.57      |
| Bieg na 3000 m z przeszkodami         | Justinas Beržanskis                                                         | 9:14.45     | Mindaugas Pukštas                                                            | 9:15.69    | Justinas Križinauskas                                                         | 9:28.24    |
| Sztafeta 4 x 100 m                    | Egidijus Dilys Martas Skrabulis Aivaras Pranckevičius Mantas Šilkauskas     | 40.55       | Kowno Kostas Skrabulis Ruslanas Fakejevas Darius Aučyna Tomas Rėklys         | 41.39      | Wilno Justas Buragas Vytautas Balkūnas Rytis Andrijaitis Paulius Ibianskas    | 42.04      |
| Sztafeta 4 x 400 m                    | Poniewież Svajūnas Kubilius Rimvydas Smilgys Deividas Katelė Domantas Žalga | 3:18.85     | Wilno Dalius Pavliukovičius Mindaugas Striokas Juozas Gliebus Petras Gliebus | 3:19.21    | Szawle Mantas Šernas Egidijus Švėgžda Justinas Beržanskis Gediminas Kučinskas | 3:23.69    |
| Trójskok                              | Mantas Dilys                                                                | 16,21       | Andrius Gricevičius                                                          | 15,98      | Darius Aučyna                                                                 | 15,49      |
| Skok w dal                            | Povilas Mykolaitis                                                          | 7,94 (SB)   | Darius Aučyna                                                                | 7,73       | Marius Vadeikis                                                               | 7,63       |
| Skok wzwyż                            | Rimantas Mėlinis                                                            | 2,08        | Ernestas Raudys                                                              | 2,08       | Vaidas Antanavičius                                                           | 2,04       |
| Skok o tyczce                         | Darius Draudvila                                                            | 4,20        | Arnoldas Stanelis                                                            | 4,20       | Irmantas Lianzbergas                                                          | 4,20       |
| Pchnięcie kulą                        | Rimantas Martišauskas                                                       | 17,95       | Artūras Gurklys                                                              | 17,56      | Romanas Morozka                                                               | 16,27      |
| Rzut młotem                           | Andrius Stankevičius                                                        | 56,58       | Arvydas Menkevičius                                                          | 54,82      | Vytas Gudauskas                                                               | 47,02      |
| Rzut dyskiem                          | Aleksas Abromavičius                                                        | 63,32 (PB)  | Andrius Gudžius                                                              | 60,98      | Giedrius Šakinis                                                              | 57,20      |
| Rzut oszczepem                        | Paulius Vaitiekus                                                           | 66,74       | Vaidas Miščikas                                                              | 66,10      | Edvardas Matusevičius                                                         | 64,77      |

### Kobiety
| Konkurencja                   | 1. miejsce                                                                      | 1. miejsce    | 2. miejsce                                                                       | 2. miejsce    | 3. miejsce                                                                     | 3. miejsce |
| ----------------------------- | ------------------------------------------------------------------------------- | ------------- | -------------------------------------------------------------------------------- | ------------- | ------------------------------------------------------------------------------ | ---------- |
| Bieg na 100 m (+0,8 m/s)      | Lina Grinčikaitė                                                                | 11.44         | Edita Kavaliauskienė                                                             | 11.95         | Silva Pesackaitė                                                               | 12.17      |
| Bieg na 200 m (+1,6 m/s)      | Silva Pesackaitė                                                                | 24.16 (PB)    | Agnė Orlauskaitė                                                                 | 24.50         | Živilė Brokoriūtė                                                              | 24.61      |
| Bieg na 400 m                 | Eglė Balčiūnaitė                                                                | 54.45         | Agnė Orlauskaitė                                                                 | 55.19         | Andželika Bobrova                                                              | 56.89      |
| Bieg na 800 m                 | Eglė Balčiūnaitė                                                                | 2:03.77       | Natalija Piliušina                                                               | 2:08.49       | Viktorija Latyšovičiūtė                                                        | 2:13.50    |
| Bieg na 1500 m                | Eglė Krištaponytė                                                               | 4:22.75 (SB)  | Aina Valatkevičiūtė                                                              | 4:25.00       | Natalija Piliušina                                                             | 4:28.38    |
| Bieg na 5000 m                | Eglė Krištaponytė                                                               | 16:52.01 (PB) | Vaida Žūsinaitė                                                                  | 17:06.00      | Gytė Norgilienė                                                                | 17:14.35   |
| Bieg na 10000 m               | Rasa Drazdauskaitė                                                              | 33:16.06 (PB) | Gytė Norgilienė                                                                  | 35:35.64 (PB) | Diana Lobačevskė                                                               | 36:15.70   |
| Bieg na 100 m przez płotki    | Sonata Tamošaitytė                                                              | 13,26 (SB)    | Živilė Brokoriūtė                                                                | 14,15         | Justina Abariūtė                                                               | 14,33      |
| Bieg na 400 m przez płotki    | Irma Mačiukaitė                                                                 | 1:00.70 (PB)  | Kristina Jasinskaitė                                                             | 1:01.05       | Svajūnė Lianzbergaitė                                                          | 1:05.25    |
| Bieg na 3000 m z przeszkodami | Evelina Uševaitė                                                                | 11:34.02      | Augustė Labenskytė                                                               | 11:49.03 (PB) | Snežana Dopolskaitė                                                            | 12:13.50   |
| Sztafeta 4 x 100 m            | Kowno Eglė Tamošiūnaitė Marta Palmaitytė Karolina Sodeikaitė Andželika Bobrova  | 49.68         | Wilno Gabrielė Romanovskytė Jūratė Vaišnoraitė Justina Abariūtė Eglė Kondrotaitė | 51.30         |                                                                                |            |
| Sztafeta 4 x 400 m            | Wilno Viktorija Latyšovičiūtė Rasa Batulevičiūtė Agnė Ganytė Laura Malkevičiūtė | 3:59.25       | Szawle Eva Misiūnaitė Augustė Labenskytė Evelina Uševaitė Svajūnė Lianzbergaitė  | 4:00.56       | Olita Agnė Plauskaitė Robera Stučkaitė Ernesta Bartaševičiūtė Odeta Vaičiulytė | 4:01.55    |
| Trójskok                      | Jolanta Verseckaitė                                                             | 13,71 (SB)    | Jana Nosova                                                                      | 13,22         | Dovilė Dzindzaletaitė                                                          | 12,80      |
| Skok w dal                    | Lina Andrijauskaitė                                                             | 6,61          | Asta Daukšaitė                                                                   | 6,34          | Eglė Kondrotaitė                                                               | 5,84       |
| Skok wzwyż                    | Airinė Palšytė                                                                  | 1,78          | Milda Kulikauskaitė                                                              | 1,74          | Karina Vnukova                                                                 | 1,70       |
| Skok o tyczce                 | Vitalija Dejeva                                                                 | 3.53          | Giedrė Vikniūtė                                                                  | 3.33          | Sandra Bingelytė                                                               | 3.23       |
| Pchnięcie kulą                | Austra Skujytė                                                                  | 17,25 (SB)    | Laura Gedminaitė                                                                 | 13,59         | Sandra Mišeikytė                                                               | 13,42      |
| Rzut młotem                   | Margarita Matulevičiūtė                                                         | 46,83         | Natalija Venckutė                                                                | 46,36         | Sandra Mišeikytė                                                               | 44,82      |
| Rzut dyskiem                  | Zinaida Sendriūtė                                                               | 58,49         | Austra Skujytė                                                                   | 53,89 (PB)    | Sabina Banytė                                                                  | 46,82      |
| Rzut oszczepem                | Indrė Jakubaitytė                                                               | 54,43         | Giedrė Kupstytė                                                                  | 48,21         | Ieva Ščiukauskaitė                                                             | 45,49      |